# Kraftig smaragdflickslända
Kraftig smaragdflickslända (Lestes dryas) är en art i insektsordningen trollsländor som tillhör familjen glansflicksländor.

## Kännetecken
Den kraftiga smaragdflicksländans hane är blå med svart teckning på bakkroppen. Honan är mörkt brunaktig. Ibland kan homokroma honor förekomma, det vill säga honor som i färg liknar hanen, men de är ganska sällsynta. Som dess trivialnamn antyder kännetecknas arten också av att den är något kraftigare byggd än de flesta andra i Sverige förekommande arter av dess släkte. Vingarna är genomskinliga med mörkt vingmärke. Vingbredden är omkring 50 millimeter och bakkroppens längd är 25 till 33 millimeter.

## Utbredning
Denna art förekommer över stora delar av Europa, men på Brittiska öarna finns den bara i sydöstra Storbritannien och på sydvästra Irland. I Sverige förekommer den från Skåne till Uppland. Det finns också en population i Norrbotten omkring Torne älv, vilken troligen har vandrat in från Finland.

## Levnadssätt
Den kraftiga smaragdflicksländans habitat är framför allt våtmarker, särskilt kärr med riklig växtlighet. Efter parningen lägger honan äggen tillsammans med hanen, i stjälkarna på vattenvegetation som sticker upp ovanför vattnet, till exempel halvgräs som starr. Utvecklingstiden från ägg till imago är ett år och flygtiden juni till augusti.